# Mario Mena
Mario Mena (ur. 9 grudnia 1923 inna podawana data to 28 lipca 1928) – boliwijski piłkarz, reprezentant kraju. Podczas kariery piłkarskiej występował na pozycji napastnika.

## Kariera piłkarska
Podczas kariery piłkarskiej Mario Mena występował w klubie Club Bolívar.

## Kariera reprezentacyjna
Mario Mena występował w reprezentacji Boliwii w latach 1949–1959.
W 1949 roku po raz czwarty wziął udział w Copa América, na której Boliwia zajęła czwarte miejsce, a Mena wystąpił w czterech meczach turnieju z Chile, Brazylią, Urugwajem, Ekwadorem, Peru, Paragwajem i Kolumbią.
W 1950 wziął udział w mistrzostwach świata, gdzie był rezerwowym i nie wystąpił w jedynym meczu Boliwii z Urugwajem.
W 1953 roku po raz drugi wziął udział w Copa América, na której Boliwia zajęła szóste, przedostatnie miejsce, a Mena wystąpił w czterech meczach turnieju z Peru, Urugwajem, Brazylią, Paragwajem i Chile.
W 1959 roku po raz trzeci wziął udział w Copa América w Argentynie, na której Boliwia zajęła szóste, przedostatnie miejsce a Mena wystąpił w trzech meczach turnieju z Argentyną, Paragwajem i Brazylią.
W 1957 wziął udział w eliminacjach do mistrzostw świata 1958. Ogółem, w latach 1949–1959, wystąpił w reprezentacji w 22 spotkaniach i strzelił dwie bramki.